# Commiphora kua
Commiphora kua là một loài thực vật có hoa trong họ Burseraceae. Loài này được (R.Br. ex Royle) Vollesen mô tả khoa học đầu tiên năm 1984.